# Émile Vernet-Lecomte
Pour les articles homonymes, voir Vernet et Lecomte.
Émile Lecomte ou Émile Vernet-Lecomte, né  le 15 mars 1821 dans l'ancien 2e arrondissement de Paris, ville où il est mort le 19 novembre 1900, est un peintre orientaliste français. 

## Biographie
Émile Vernet-Lecomte, né Charles Émile Hippolyte Lecomte, est issu d'une famille de peintres illustres. Il est l'arrière-petit-fils de Claude Joseph Vernet (1714-1789), le fils du peintre de batailles Hippolyte Lecomte qui est lui-même le gendre de Carle Vernet, et le neveu d'Horace Vernet. Ce dernier est d'ailleurs avec Léon Cogniet l'un de ses professeurs. Il commence par peindre des portraits de la bourgeoisie aisée et de l'aristocratie. Il débute au Salon de Paris de 1843 où il reçoit une médaille de bronze. Il signe alors ses toiles sous le nom d'« Émile Lecomte », mais prend par la suite le nom de « Vernet-Lecomte ». Très rapidement, il manifeste un goût prononcé pour l'orientalisme. Ses premières toiles sur ce thème sont exposées au Salon de 1847 (Tête de Syrien et Femme syrienne) et il réalise de très nombreux portraits de femmes orientales. 
L'actualité de son époque ne le laisse pas non plus indifférent et c'est ainsi qu'il peint des tableaux ayant pour sujet la guerre de Crimée (1853-1855) ou le massacre des maronites par les Druzes en Syrie en 1860-1861.
Émile Vernet-Lecomte meurt le 19 novembre 1900 en son domicile, au no 14, rue de Beaune dans le 7e arrondissement de Paris, et, est inhumé au cimetière de Montmartre (24e division).   

## Œuvres majeures
- Musée municipal de La Roche-sur-Yon conserve de lui Femme fellah portant son enfant[5] qu'il réalisa au Caire et qui fut présentée au Salon de 1864.
- Musée Calvet, Avignon : Ugolin et ses fils

## Galerie

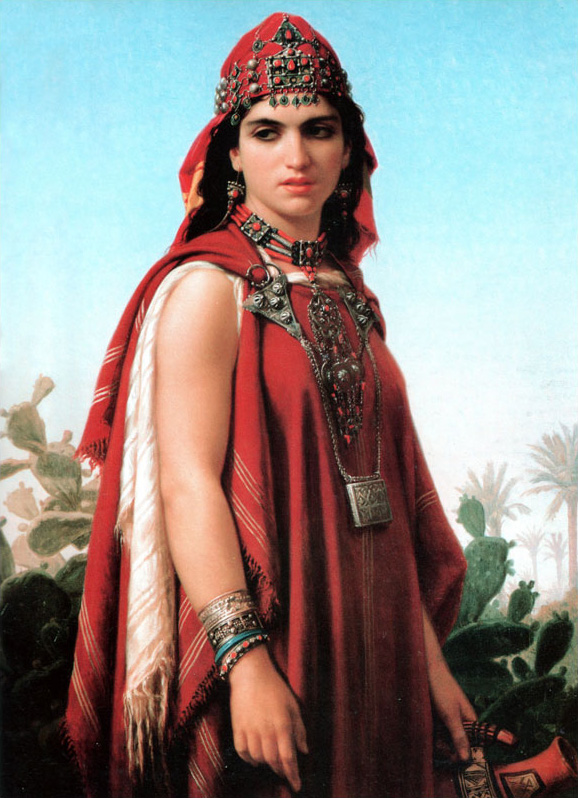
Femme berbère (1870)
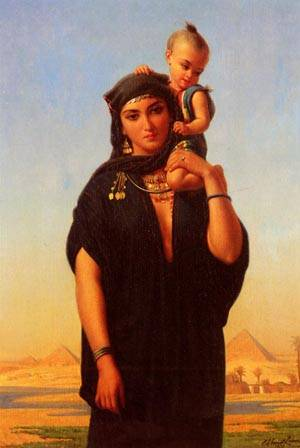
Femme fellah portant son enfant
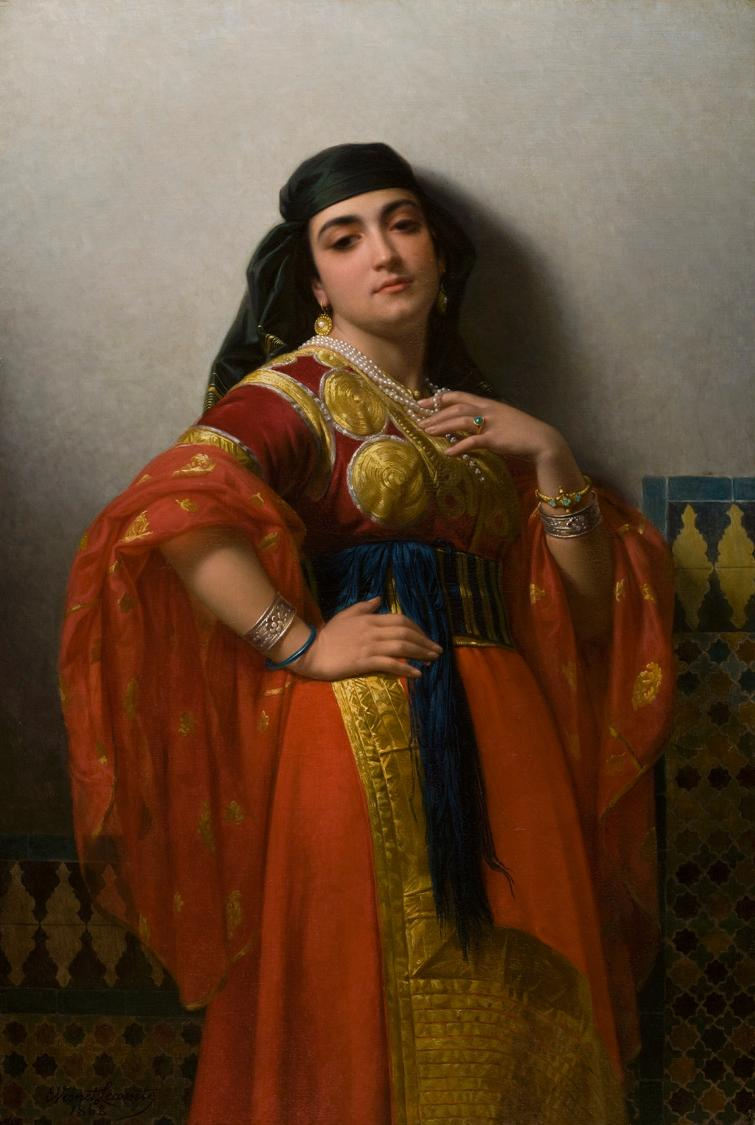
Beauté orientale (1869)
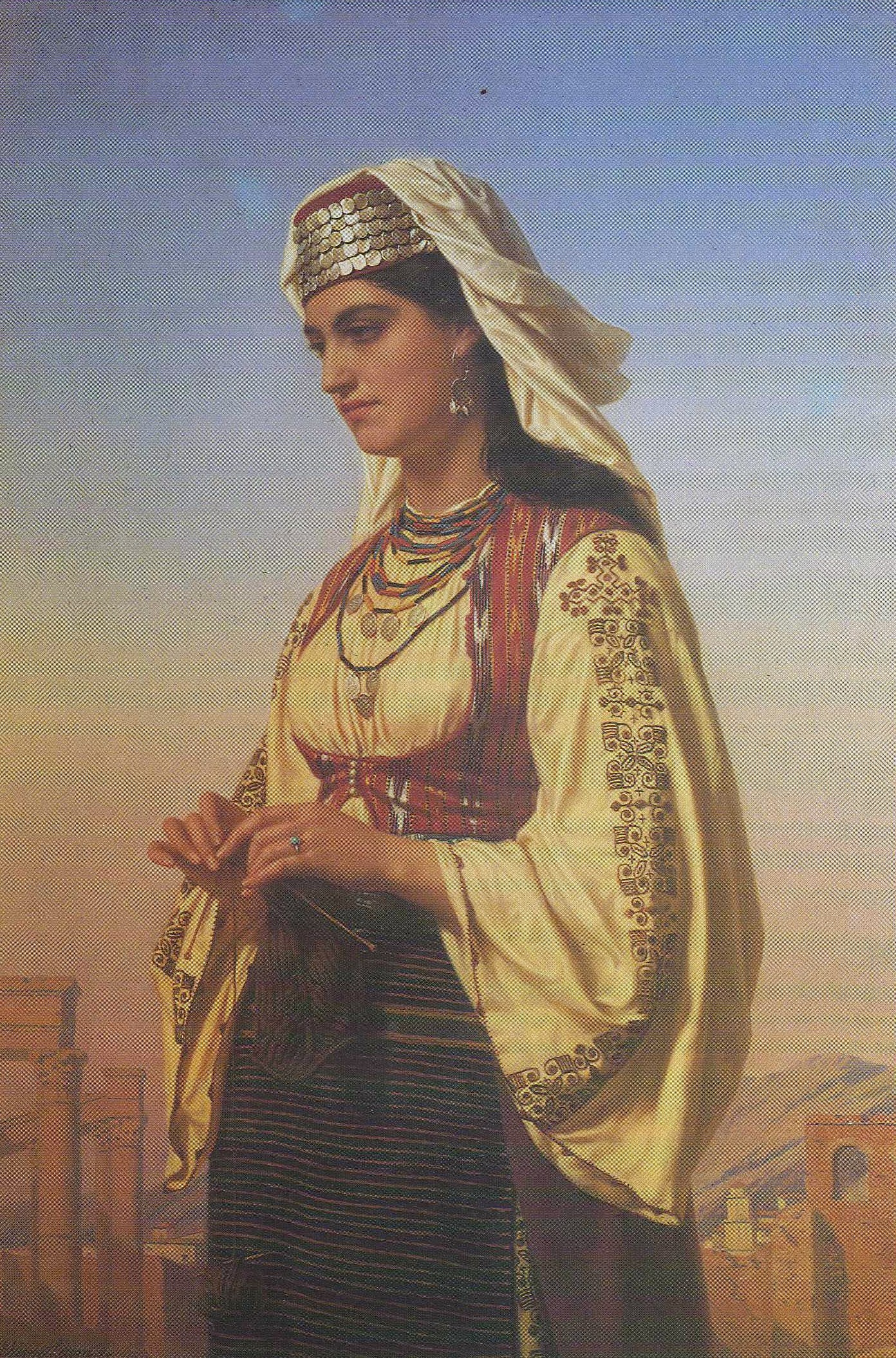
Une beauté grecque (1871)
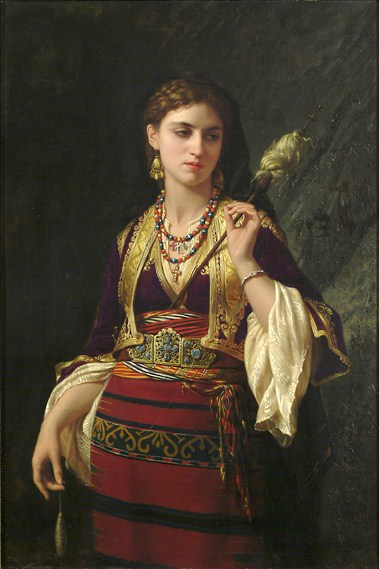
La Tricoteuse
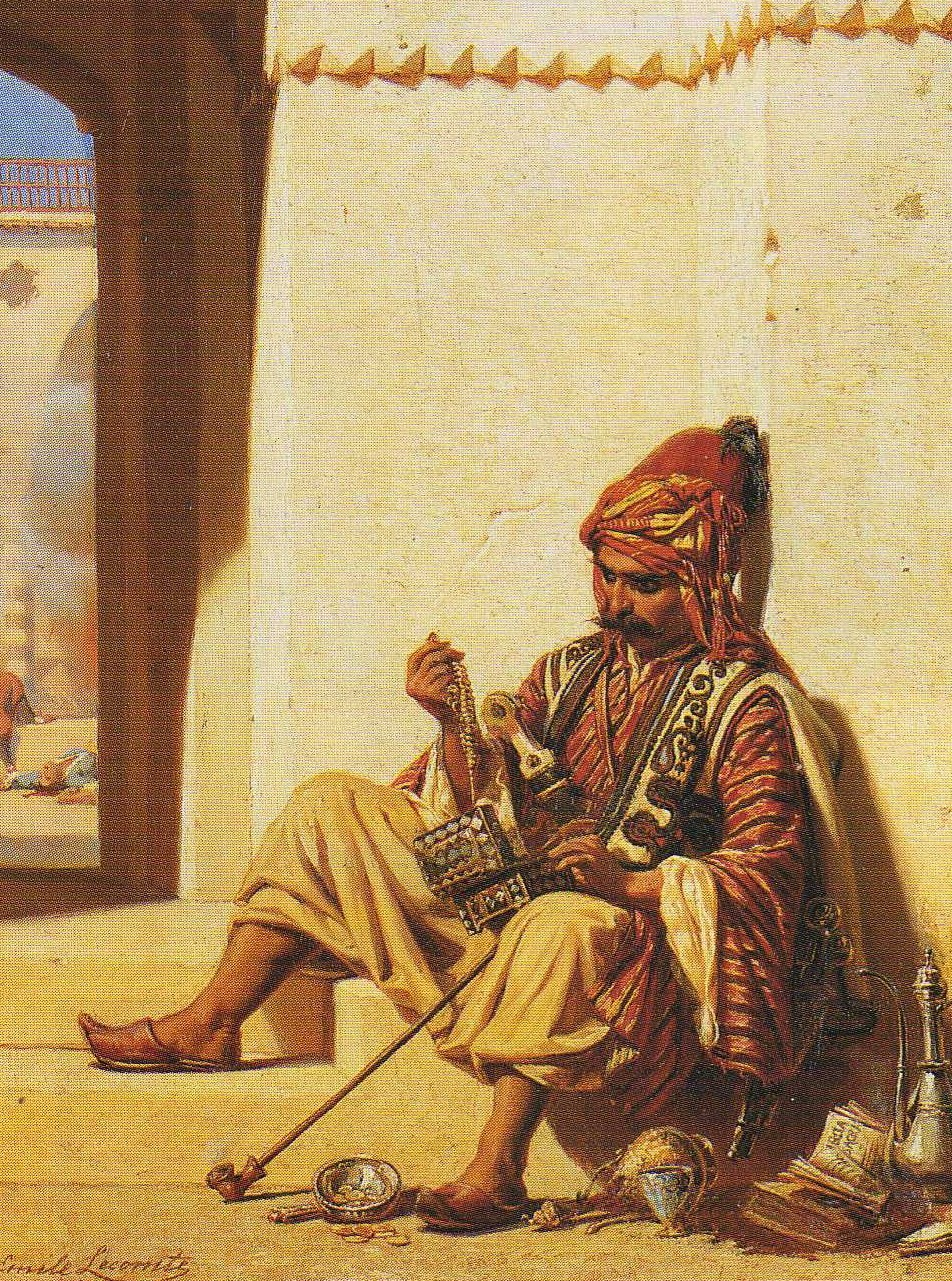
Bachi-bouzouk regardant son butin (1862)
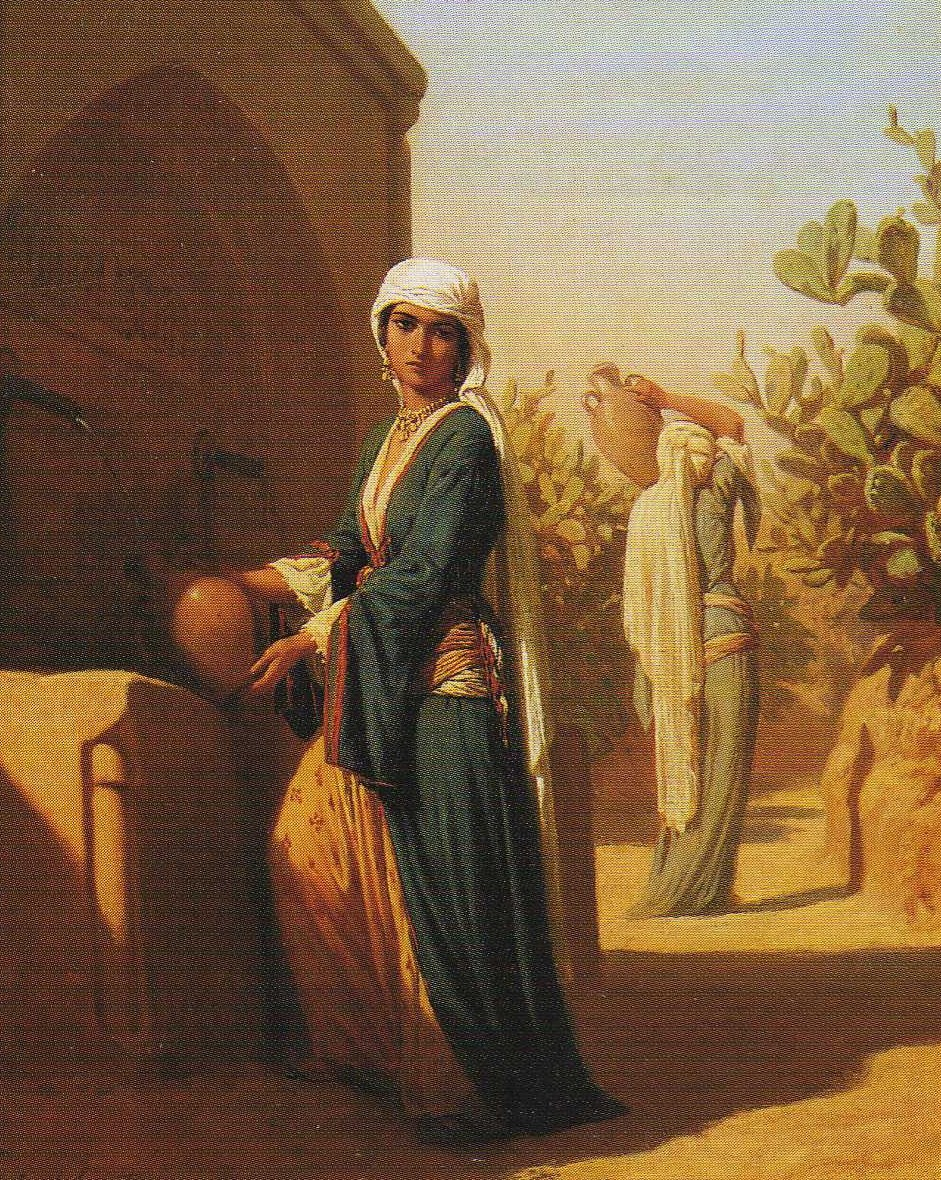
Maronites à la fontaine (1863)
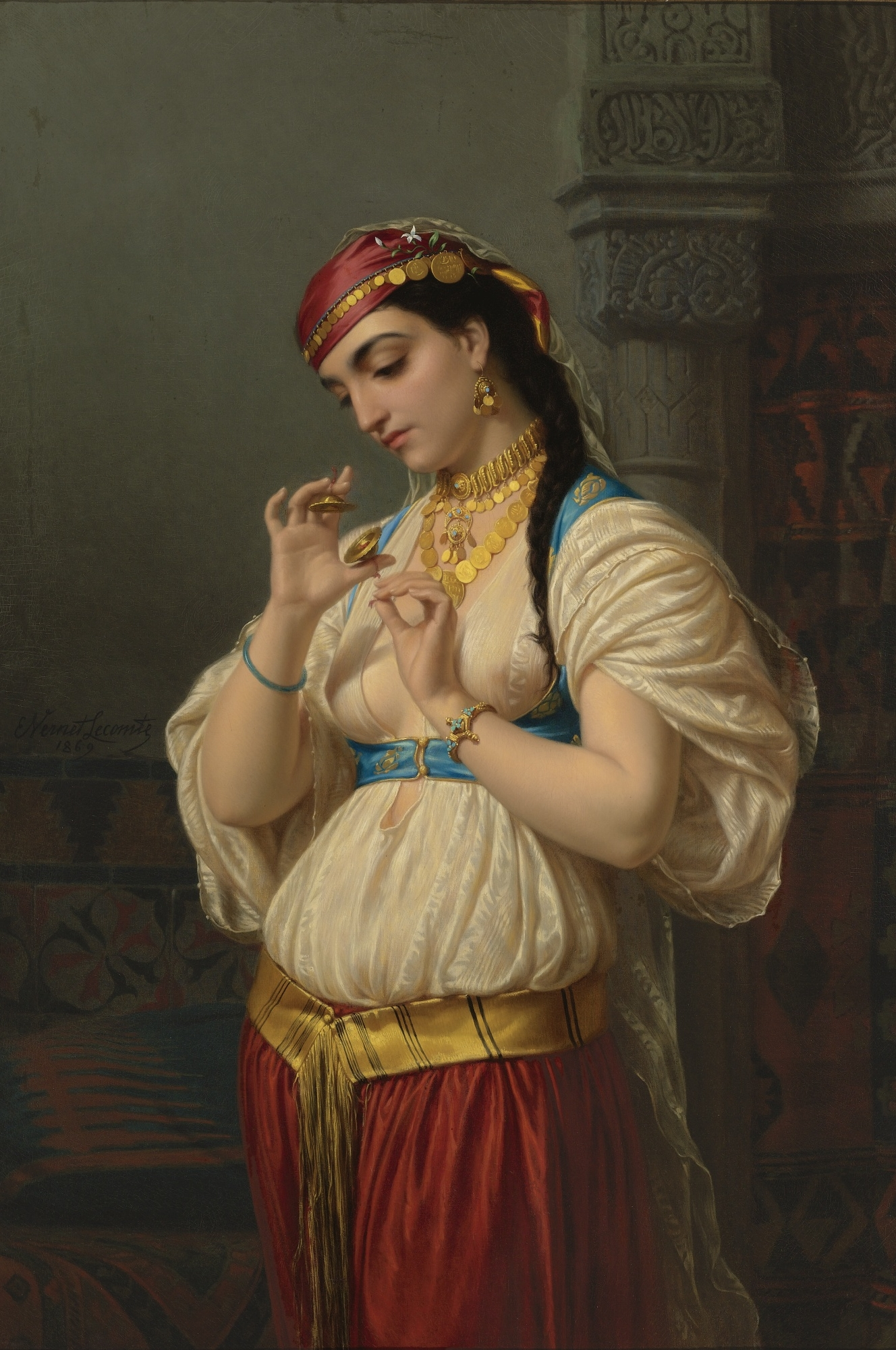
Aimée, une jeune Égyptienne
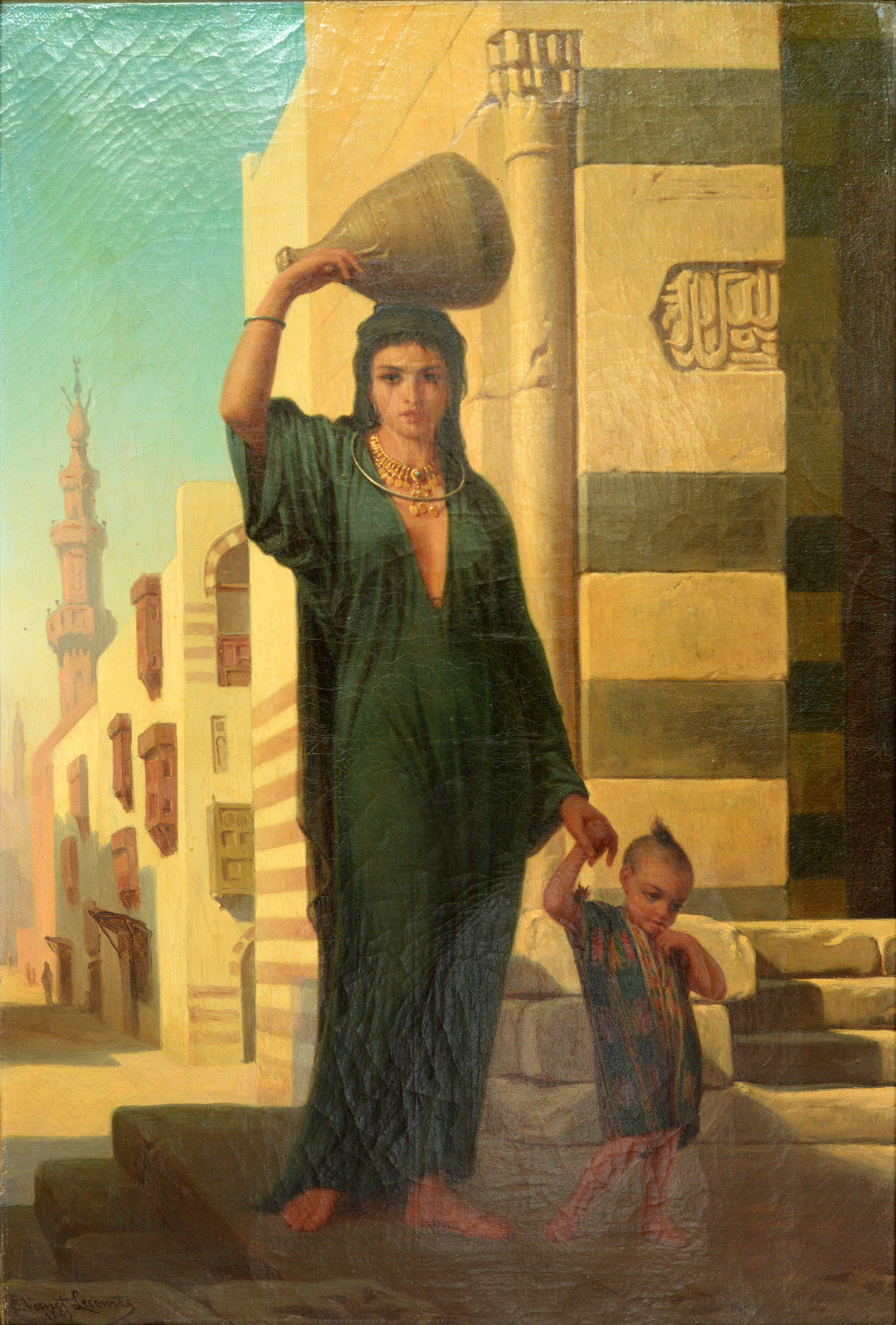
Sans titre (1869)